# Громадянська війна в Стародавньому Римі (83—82 до н. е.)
Громадянська війна в Стародавньому Римі (83-82 до н. е.) (лат. Bella Civilia, 83-82 рр. до н. е.; інколи ці події відносять до громадянської війни 88-82 до н. е.) — міжусобна війна в Римській республіці між прихильниками Сулли і померлого Гая Марія старшого, які об'єдналися навколо його сина Гая Марія молодшого і консула Гнея Папірія Карбона.

## Причини війни
Конфлікт розпочався, перш за все, через нерозв'язані протиріччя між двома угрупуваннями, які згуртувалися навколо Луція Корнелія Сулли з однієї сторони та Гая Марія молодшого з іншої.
Маріанці, утримуючи владу недемократичним шляхом, прагнули законсервувати існуючий порядок. Не існує жодної їх реформи, окрім тих, за допомогою яких вони власне і прийшли до влади. Основними заходами маріанців були прийняття законопроєкту про розподілення італіків по всім трибам, відсторонення Сули від всіх займаних посад і знищення опозиції за допомогою масового терору.
Прийняття законопроєкту про розподілення італіків по вісім трибам стало найважливішим політичним кроком партії маріанців. Після Союзницької війни, як вже було відмічено, італіки отримали права рівні з римлянами лиш формально. Насправді ж вони не впливали на рішення політичних питань, оскільки були зараховані лиш в останні, найбільш численні триби. Імовірно, це було зроблено римськими законодавцями для того, щоб заспокоїти італіків видимістю, що вони боролися. Дійсно, одними військовими засобами воювати на всіх фронтах римляни не змогли б, а італіки ,в свою чергу, оточили Рим з усіх сторін. 
Проте, Марій і Сульпіцій незабаром після закінчення Союзницької війни, вирішили використовувати італіків для досягнення таких політичних цілей, як встановлення своєї влади в Римі, а також призначення Марія на майбутню війну з Мітрідатом.
Імовірно, що остання ціль і була основною. Маріанці, досягнувши влади, не здійснили крім цього запізнілого рішення (запізнілого тому, що Сулла вже вирушив на війну) нічого значущого. Тому їх позицію можна назвати деструктивною по відношенню до римського державного порядку.
Цікаво, про політичні здібності Марія (на відміну від військових) головний його біограф - Плутарх відгукується вкрай стримано, скоріше негативно, називаючи його «по природі нездібним до мирної громадянської діяльності». Маючи по суті необмежену владу, володарі Риму могли проводити (крім террору) будь-яку реформаторську політику, як це найбільш яскраво показав їм Сулла, який прийшов їм на зміну. У маріанців безперечно не було чіткого плану дій на випадок провалу плану по відправці Марія старшого полководцем в Азію, що і трапилось. Отримавши владу задля досягнення цієї цілі і втративши реальну можливість її дійсно виконати, маріанці ніби загубили весь інтерес до творення і перейшли до руйнування.
В той же час, Сулла прагнув не до встановлення законної влади, а до встановлення своєї власної. Як привід було вибрано утиск Марієм честі й гідності самого Сулли, а також утиск прав патриціату в цілому. Крім того, Сулла не міг відзначити свій тріумф за перемогу над Мітрідатом, поки в Римі господарювали маріанці. Не останнє місце мала особиста ворожнеча між Суллою і Маріем старшим, яка після смерті останнього вилилася в протистояння двох партій.

## Початковий етап війни
Сулла висадився в Брундизії в 83 році. Він швидко просувався до Риму, оскільки маріанці зовсім не були готові до війни. Крім того, йому декілька разів вдавалося роз'єднати супротивників і навіть переманювати на свою сторону цілі легіони.
До Сулли приєднувалися як представники родової знаті (оптимати), які бачили в Суллі свого захисника, так і невдоволені серед маріанців (популяри). Крім того, часто на сторону Сулли переходили прості солдати. Це було пов'язано перш за все з обіцянкою Сулли роздавати всім, хто воював на його стороні, землю (цю обіцянку він і виконав). Найбільш відомі люди, які перейшли на сторону Сулли — це Помпей і Красс. Не слід забувати, що Сулла, хоч і був бунтівником, все ж був і проконсулом, тобто займав і офіційну посаду.
Одна із перших битв сталася у Канузія в районі гори Тіфати між Гаем Норбаном и Суллою. В битві загинуло 6000 солдатів Норбана і 70 солдатів Сулли.
Зимою 83/82 бойові дії не велися через погані природні умови.
Біля Фавенції Гай Норбан и консул 82 року Гней Папірій Карбон почали битву проти Квінта Цецилія Метелла Пія в край невдалих умов і були розбиті. В цій битві у Норбана загинуло до 10000 солдатів, а ще 6000 перейшло на сторону сулланців.
В результаті битви під Сагнієм Марій з невеликою частиною своєї армії повинен був відступити в укріплене місто Пренесте. Незабаром місто було оточене Суллою.

## Облога Пренесте
Після того, як Марій був замкнений в Пренесте, Сулла вирішив взяти місто в облогу. Йому було відомо, що вірних Марію солдатів у місті небагато і вони не зможуть зняти облогу своїми силами. Облогу Пренесте Сулла довірив Лукрецію Офеллі. Він вирив на відстані від міста навколо нього рів і поставив частокіл.
Марій дуже сподівався на Карбона і на велику армію Телезіна. Чекаючи на їх прибуття, він передав в Рим своєму прихильникові претору Бруту звістку з наказом розправитися зі своїми особистими ворогами. Однак армія Карбона значно зменшилася після декількох сутечок з загонами Сулли, Метелла, Помпея и Красса. Нарешті, Помпею вдалося влаштувати засідку і змусити солдатів Карбона тікати. Засмучені постійними невдачами солдати підняли бунт, а воїни одного із легіонів повністю розійшлись по домам. Телезін з великою армією не зумів навіть підійти до Пренесте, оскільки вузькі проходи на шляху туди були повністю заблоковані Суллою. Марій, бачачи, що запаси продовольства в Пренесте закінчуються, вивів свої війська за міські ворота і спробував прорвати укріплення Сулли, але не зміг.
Великим успіхом Сулли був перехід на його сторону воєнноначальника Альбінована з легіоном луканців. Сулла пообіцяв забезпечити Альбіновану безпеку тільки в тому випадку, якщо той зробить щось видатне, так що Альбінован покликав до себе велику кількість военачальників із числа маріанців, які нічого не підозрювали і перебив їх. Дізнавшись про це, один із лідерів маріанців, Гай Норбан, кинув армію і втік на Родос.
Маріанці все ще намагалися вибити Суллу із вузьких проходів по дорозі до Пренесте. Після того, як Марк Теренцій Варрон Лукулл завдав армії маріанців нищівної поразки (маріанці за всю війну не одержали жодної серйозної перемоги), а всі території північніше Рима остаточно перейшли на сторону Сулли, Карбон, один із двох попередніх консулів на 82 рік, тікав із Італії в Африку, сподіваючись організувати там центр спротиву проти Сулли.
Після цього інциденту воєнноначальники маріанців (Карина, Марцій и Дамасипп) в останній раз спробували прорватися до Пренесте, а коли це не вдалось, вони об'єднали свої сили з Телезіном і  рулиши на Рим. Сулла, дізнавшись про це, швидко знявся з місця і також пішов на Рим.

## Битва біля Коллінських воріт
Битва між Суллою з однієї сторони, и об'єднаним військом маріанців з іншої, пройшла на початку 82 року. Армія Сулли поступалася в чисельності 70-тисячній маріанській, але в останній битві більша частина маріанських військ була зібрана з малодосвідчених італиків, які не прагнули померти в бою. Відомо також, що в битві на стороні маріанців брало участь багато італіків із племен самнітів и луканців.
В ході битви Сулла спочатку переміг на правому фланзі битви (ним командував Марк Ліціній Красс), в той час як його лівий фланг зазнав поразки. Солдати, які відступали, спробували сховатися в Римі через Коллінські ворота, але солдати Сулли, які чергували на стінах, закрили ворота з допомогою механізму. Це покалічило декілька десятків солдатів, але змусило повернутися і продовжити бій інших. Битва продовжувалась всю ніч, і в ній переміг Сулла.
Аппіан оцінює загальне число загиблих в битві в 50 000 чоловік. Ще 8000 полонених солдатів, переважно самнітів, Сулла одразу наказав убити. Під час битви були вбиті Понтій Телезін та Альбін. Ще два командири пізніше були захоплені та вбиті, а їх голови пронесли навколо стін Пренесте.

## Здача Пренесте
Після того, як захисникам Пренесте були продемонстровані голови цих воєначальників, іншій стороні стало ясно, що армії маріанців розбиті, а Сулла переміг. Жителі Пренесте добровільно здали місто Лукрецію. Гай Марій молодший закінчив життя самогубством, але його тіло було знайдено, і його голова була доставлена Суллі.
Після прибуття в місто Сулла знищив усіх воєначальників Марія, а пізніше наказав усім захисникам міста вийти в поле без зброї, при цьому розбившись на три групи — римлян, самнітів и пренестійців. Римлян Сулла пробачив, всіх інших наказав вбити, але залишити їх дітей і жінок. Саме місто Сулла віддав на розграбування солдатам.

## Підсумки війни
«Війна знищила все. Як правило, в одній битві гинуло 10 000-20 000 чоловік, а в околицях Рима з обох сторін загинуло 50 000. По відношенню до всіх хто залишився живий, по відношенню до міст Сулла не зупинявся ні перед якими жорстокостями до тих пір, поки він не оголосив себе одноосібним владикою всієї римської держави на той термін, який здавався йому бажаним і потрібним».
В ході воєнних дій маріанці були розбиті майже по всіх направленнях (за винятком Іспанії, де все ще довгий час продовжував опір Квінт Серторій, але він бився не за ідеали маріанської партії, а за свої особисті інтереси; суперники Сулли також утримували провінції Африка та Сицилія). Більшість міст Італії підкорялись Суллі, який був беззаперечним переможцем. Все ж таки, деякі міста на Апеннінському півострові (Нола, Езернія, Волатерри) тримались ще декілька років.
Причиною перемоги Сулли і його соратників криються перш за все в слабкості маріанської партії, зокрема в відсутності підтримки. Лише самніти и луканці виступали на стороні маріанців до самого кінця.
Сулла встановив владу над державою в ході запеклої збройної боротьби. Згодом він встановив власну одноосібну, необмежену часом диктатуру.